# Pruski udar
Pruski udar se imenuje odstavitev pruske socialdemokratske vlade 20. julija 1932, ki jo je izpeljal zvezni kancler Franz von Papen s pooblastilom predsednika Nemčije Paula von Hindenburga.
Pretveza za ta ukrep je bila domnevna nesposobnost pruske vlade, da bi obvladovala izbruhe nasilja, ki so se pojavljali v nekaterih predelih Prusije. Glavni povod je bila "krvava nedelja v Altoni", 17. julija 1932, strelski obračun med demonstranti SA (Sturmabteilung) in komunisti v Altoni, obrobni četrti Hamburga, ki je zahteval 18 življenj.
Resnični vzrok je bil v tem, da je pruska vlada pod vodstvom ministrskega predsednika Otta Brauna, ki je imela pod svojim nadzorom prusko policijo, predstavljala za zveznega kanclerja eno zadnjih velikih preprek pri uveljavljanju nacionalsocialistične oblasti v Nemčiji.
Nacistična stranka, ki ji je von Papen pripadal, je sicer dobila na zadnjih pruskih parlamentarnih volitvah (24. aprila 1932) največ sedežev v deželnem parlamentu (Landtag, 162 sedežev od 423) in bi imela pravico sestaviti novo vlado. Ker pa ni želela stopiti v koalicijo z nobeno drugo stranko, ni mogla sestaviti vladne večine; po 59.  členu pruske ustave je tako svoje delo nadaljevala stara vlada Otta Brauna, ki je bila na oblasti že od leta 1920.
Von Papen tudi v zveznem parlamentu (Reichstag) ni imel večine. Imel pa je velik vpliv na ostarelega predsednika Nemčije, von Hindenburga. Prepričal ga je, da mu je v naprej podpisal nedatiran izredni ukaz (kakršnega je za izredne razmere predvideval 48. člen zvezne ustave), s katerim je von Papena imenoval za zveznega komisarja v Prusiji in nanj prenesel vsa pooblastila pruske vlade. Von Papenu je s tem omogočil, da je sam po svoji presoji izbral primeren trenutek za udar.
Pruska vlada je zaradi nasilnega dejanja vložila ustavno pritožbo na državno sodišče. To je v odgovoru (25. oktobra 1932) izmikajoče se razsodilo, da je občasen prenos oblasti na zveznega komisarja zaradi ohranjanja reda in varnosti ustavno opravičljiv, ni pa mogoče razširiti komisarjeve pristojnosti na zastopanje Prusije v reichstagu in v drugih institucijah zveze in dežele. Prenos oblasti na zveznega komisarja je bil s tem potrjen, Braunov kabinet pa je obdržal pravico zastopati Prusijo v zveznem in deželnem parlamentu in v drugih institucijah.
Formalno rehabilitirana Braunova vlada, ki pod nadzorom zveznega komisarja ni imela več realne oblasti, se je sestajala še do aprila 1933, ko je pruski parlament, ki so ga tedaj že obvladovali nacisti, izvolil za pruskega ministrskega predsednika Hermanna Göringa.